# Conclave del maggio 1555
Il conclave del maggio 1555 venne convocato a seguito della morte di papa Marcello II e si concluse con l'elezione di Gian Pietro Carafa, che assunse di nome di Paolo IV.

## Conclave
Il conclave ebbe inizio il 15 maggio 1555 in un'atmosfera agitata e turbolenta poiché c'erano voci che l'esercito francese in Italia guidato da Biagio di Monluc e le truppe guidate dal fiorentino Pietro Strozzi, alleato del Sacro Romano Impero, avrebbero rispettivamente marciato su Roma per costringere i cardinali a operare una scelta secondo il desiderio dei rispettivi governatori regnanti. Ma questa minaccia fu disattesa, Monluc fu richiamato in Francia e Strozzi ricevette un'ammonizione da Firenze che calmò i suoi animi, così i cardinali del sacro collegio poterono riunirsi per scegliere il nuovo pontefice in circostanze non bellicose.
La prima votazione mostrò che il candidato appoggiato dall'imperatore, il cardinale Giovanni Gerolamo Morone, non aveva sufficiente supporto nemmeno tra quelli della sua fazione e pertanto la sua elezione a pontefice sarebbe stata improbabile. I cardinali della fazione francese appoggiarono la candidatura del cardinale Ippolito d'Este, ma senza entusiasmo, perché non lo ritenevano adatto a ricoprire la più alta carica della Chiesa. La sua candidatura fu infine affossata dall'opposizione del cardinale Alessandro Farnese.
Dopo varie candidature e votazioni fallite, nessun cardinale ricevette la necessaria maggioranza dei due terzi per l'elezione. Quindi il camerlengo Guido Ascanio Sforza propose la candidatura del settantottenne decano del collegio cardinalizio, Gian Pietro Carafa, e riuscì a convincere le altre fazioni cardinalizie. Carafa dunque fu sostenuto sia dalla fazione francese sia da quella italiana, ma nonostante ciò mancavano tre voti per raggiungere la maggioranza richiesta. Il cardinal de la Cueva y Toledo si oppose con forza e sottolineò che l'imperatore Carlo V non dava il suo sostegno alla candidatura di Carafa, pur tuttavia alcuni cardinali legati all'imperatore votarono a favore di Carafa.
Carafa fu quindi eletto per acclamazione il 23 maggio 1555 e optò per il nome di papa Paolo IV.

## Cardinali del Collegio cardinalizio
Il conclave si tenne dal 15 al 23 maggio 1555 con 56 cardinali aventi diritto . Alle prime sessioni del conclave parteciparono soltanto 37 cardinali, tuttavia il numero dei partecipanti arrivò a 44 alla conclusione delle votazioni man mano che i cardinali lontani raggiungevano Roma:

## Composizione del Sacro Collegio

### Cardinali presenti in conclave
| Nome                                     | Paese                          | Titolo                                                                          | Ruolo | Nascita | Concistoro |
| ---------------------------------------- | ------------------------------ | ------------------------------------------------------------------------------- | --- | ------- | ---------- |
| Gian Pietro Carafa, C.R.                 | Regno di Napoli                | Cardinale vescovo di Ostia e Velletri                                           | Decano del Sacro Collegio; Grande Inquisitore della Congregazione della Romana e Universale Inquisizione; Arcivescovo metropolita di Napoli; eletto papa          | 1476    | 22/12/1536 |
| Jean du Bellay                           | Regno di Francia               | Cardinale vescovo di Porto e Santa Rufina e Velletri                            | Sottodecano del Sacro Collegio; Abate commendatario di Pontigny, Saint-Georges-Buttavent e di Thiron-Gardais                                                      | 1492    | 21/05/1535 |
| Juan Álvarez de Toledo, O.P.             | Regno di Spagna                | Cardinale vescovo di Sabina                                                     | Arcivescovo di Lione, primate delle Gallie; abate commendatario di Chaise-Dieu, Saint-Germain-des-Prés, Moiremont e di Saint-Antoine-l'Abbaye                     | 1488    | 20/12/1538 |
| Francesco Pisani                         | Repubblica di Venezia          | Cardinale vescovo di Albano; Cardinale protodiacono                             | Arcivescovo metropolita di Santiago di Compostela e di Narbona; Abate generale dell'Ordine dei canonici regolari premostratensi; abate commendatario di Prémontré | 1494    | 01/07/1517 |
| Cristoforo Madruzzo                      | Principato vescovile di Trento | Cardinale presbitero di San Cesareo in Palatio                                  | Principe vescovo di Trento e Bressanone | 1512    | 02/06/1542 |
| Tiberio Crispo                           | Stato Pontificio               | Cardinale diacono e presbitero di Sant'Agata alla Suburra                       | Amm. apostolico di Amalfi | 1498    | 19/12/1544 |
| Niccolò Caetani di Sermoneta             | Stato Pontificio               | Cardinale presbitero di Sant'Eustachio, titolo pro illa vice                    | Amministratore apostolico di Quimper | 1526    | 22/12/1536 |
| Ippolito II d'Este                       | Ducato di Ferrara              | Cardinale diacono e presbitero di Santa Maria in Aquiro                         | Amministratore apostolico di Auch e Milano; abate commendatario di Notre-Dame de Breteuil, Chaalis                                                                | 1509    | 20/12/1538 |
| Giacomo Savelli                          | Stato Pontificio               | Cardinale diacono di San Nicola in Carcere                                      | Legato Apostolico della Marca Anconitana; Amministratore apostolico di Nicastro                                                                                   | 1523    | 19/12/1539 |
| Giulio Feltrio della Rovere              | Ducato di Urbino               | Cardinale diacono e presbitero di San Pietro in Vincoli, diaconia pro illa vice | Vescovo di Urbino; Legato apostolico di Perugia e dell'Umbria Abate commendatario di San Vittore di Marsiglia                                                     | 1533    | 27/07/1547 |
| Innocenzo Ciocchi del Monte              | Ducato di Parma e Piacenza     | Cardinale diacono di Sant'Onofrio Pro hac vice                                  | Amministratore apostolico di Mirepoix; Abate commendatario di Saint-Michel du Tréport                                                                             | 1532    | 30/05/1550 |
| Fulvio Giulio della Corgna, O.S.Io.Hier. | Stato Pontificio               | Cardinale presbitero di Santa Maria in Via                                      | Vescovo di Perugia | 1517    | 20/11/1551 |
| Giovanni Michele Saraceni                | Regno di Napoli                | Cardinale presbitero di Santa Maria in Ara Coeli                                | Arcivescovo di Matera | 1498    | 20/11/1551 |
| Giovanni Ricci                           | Ducato di Firenze              | Cardinale presbitero dei Santi Vitale, Gervasio e Protasio                      | Legato apostolico di Bologna; Arcivescovo emerito di Chiusi | 1497    | 20/11/1551 |
| Giovanni Battista Cicala                 | Repubblica di Genova           | Cardinale presbitero di San Clemente                                            | Amm. apostolico di Mariana; Governatore di Campagna e Marittima                                                                                                   | 1510    | 20/11/1551 |
| Alvise Corner, O.S.Io.Hier.              | Repubblica di Venezia          | Cardinale diacono e presbitero di San Teodoro                                   | Gran Priore dell'Ordine di Malta a Cipro; Arcivescovo di Zara | 1517    | 20/11/1551 |
| Girolamo Simoncelli                      | Stato Pontificio               | Cardinale diacono dei Santi Cosma e Damiano                                     | Vescovo di Orvieto | 1522    | 22/12/1553 |
| Miguel da Silva                          | Regno del Portogallo           | Cardinale presbitero di Santa Maria in Trastevere                               | Amministratore apostolico di Massa e Populonia | 1480    | 19/12/1539 |
| Roberto de' Nobili                       | Ducato di Firenze              | Cardinale diacono di Santa Maria in Domnica                                     | Bibliotecario di Santa Romana Chiesa | 1540    | 22/12/1553 |
| Rodolfo Pio                              | Ducato di Ferrara              | Cardinale vescovo di Frascati                                                   | Amministratore apostolico di Agrigento; Protettore del Santuario della Santa Casa di Loreto                                                                       | 1500    | 22/12/1536 |
| Federico Cesi                            | Stato Pontificio               | Cardinale presbitero di Santa Prisca                                            | Amministratore apostolico di Cremona; Camerlengo del Collegio Cardinalizio                                                                                        | 1500    | 19/12/1544 |
| Ercole Gonzaga                           | Ducato di Mantova              | Cardinale diacono e presbitero di Santa Maria Nuova                             | Vescovo di Mantova; Reggente del Ducato di Mantova | 1505    | 03/05/1527 |
| Bartolomé de la Cueva y Toledo           | Regno di Spagna                | Cardinale presbitero di San Bartolomeo all'Isola                                | Arcivescovo di Conza | 1499    | 19/12/1544 |
| Georges d'Armagnac                       | Regno di Francia               | Cardinale presbitero dei Santi Giovanni e Paolo                                 | Vescovo di Rodez; Abate commendatario di Belleperche | 1501    | 19/12/1544 |
| Giovanni Angelo Medici di Marignano      | Ducato di Milano               | Cardinale presbitero di Santa Prisca                                            | Amministratore apostolico di Milano | 1499    | 08/04/1549 |
| Cristoforo Guidalotti Ciocchi del Monte  | Ducato di Firenze              | Cardinale presbitero di Santa Prassede                                          | Vescovo di Marsiglia | 1484    | 20/11/1551 |
| Giovanni Andrea Mercurio                 | Regno di Sicilia               | Cardinale presbitero di San Ciriaco alle Terme Diocleziane                      | Arcivescovo di Messina; archimandrita del Santissimo Salvatore | 1518    | 20/11/1551 |
| Giacomo Puteo                            | Ducato di Savoia               | Cardinale presbitero di San Simeone profeta                                     | Arcivescovo di Bari e Canosa | 1495    | 20/11/1551 |
| Pietro Bertani                           | Ducato di Firenze              | Cardinale presbitero dei Santi Marcellino e Pietro                              | Vescovo di Fano | 1501    | 20/11/1551 |
| Girolamo Dandini                         | Stato Pontificio               | Cardinale presbitero di San Matteo in Merulana                                  | Legato pontificio emerito in Francia | 1509    | 20/11/1551 |
| Fabio Mignanelli                         | Repubblica di Siena            | Cardinale presbitero di San Silvestro in Capite                                 | Vescovo di Lucera | 1493    | 20/11/1551 |
| Giovanni Poggio (cardinale)              | Stato Pontificio               | Cardinale presbitero di Sant'Anastasia                                          | Vescovo di Tropea | 1493    | 20/11/1551 |
| Guido Ascanio Sforza di Santa Fiora      | Stato Pontificio               | Cardinale diacono di Santa Maria in Via Lata                                    | Camerlengo di Santa Romana Chiesa; Arciprete della Basilica Liberiana di Santa Maria Maggiore; Amministratore apostolico di Parma e di Montefiascone              | 1518    | 18/12/1534 |
| Girolamo Recanati Capodiferro            | Stato Pontificio               | Cardinale diacono di San Giorgio in Velabro                                     | Vescovo di San Giovanni di Morian; Abate commendatario di Moutiers-Saint-Jean                                                                                     | 1502    | 19/12/1544 |
| Ranuccio Farnese, O.S.Io.Hieros.         | Stato Pontificio               | Cardinale diacono di Sant'Angelo in Pescheria                                   | Patriarca titolare di Costantinopoli; penitenziere maggiore; Arciprete della Basilica di San Giovanni in Laterano; Amministratore apostolico di Ravenna           | 1530    | 16/12/1545 |
| Girolamo Verallo                         | Stato Pontificio               | Cardinale presbitero di San Marcello                                            | Vescovo di Capaccio | 1497    | 08/04/1549 |

### Cardinali assenti
| Nome                            | Paese                      | Titolo                                                                           | Ruolo | Nascita | Concistoro |
| ------------------------------- | -------------------------- | -------------------------------------------------------------------------------- | --- | ------- | ---------- |
| Francisco Mendoza Bobadilla     | Regno di Spagna            | Cardinale presbitero di Sant'Eusebio                                             | Arcivescovo di Burgos | 1508    | 19/12/1544 |
| Louis de Bourbon-Vendôme        | Regno di Francia           | Cardinale vescovo di Palestrina                                                  | Amministratore apostolico di Sens | 1493    | 01/07/1517 |
| Pietro Tagliavia d'Aragona      | Regno di Sicilia           | Cardinale presbitero di San Callisto                                             | Arcivescovo di Palermo | 1499    | 22/12/1553 |
| Louis I de Lorraine-Guise       | Regno di Francia           | Cardinale diacono e presbitero di San Tommaso in Parione, diaconia pro illa vice | Abate commendatario di Saint-Germain d'Auxerre; Vescovo di Albi | 1527    | 22/12/1553 |
| Pedro Pacheco Ladrón de Guevara | Regno di Spagna            | Cardinale presbitero di Santa Balbina                                            | Vescovo di Sigüenza; Viceré di Napoli | 1488    | 16/12/1545 |
| Giovanni Gerolamo Morone        | Ducato di Milano           | Cardinale presbitero di San Lorenzo in Lucina                                    | Vescovo di Novara | 1509    | 02/06/1542 |
| François de Tournon, C.R.S.A.   | Regno di Francia           | Cardinale vescovo di Sabina                                                      | Arcivescovo di Lione, primate delle Gallie; abate commendatario di Chaise-Dieu, Saint-Germain-des-Prés, Moiremont e di Saint-Antoine-l'Abbaye                                                                                          | 1489    | 09/03/1530 |
| Enrico I del Portogallo         | Regno del Portogallo       | Cardinale presbitero dei Santi Quattro Coronati                                  | Arcivescovo metropolita di Évora; Reggente del Portogallo; Inquisitore generale del Portogallo | 1512    | 16/12/1545 |
| Charles de Lorraine-Guise       | Regno di Francia           | Cardinale presbitero di Santa Cecilia                                            | Arcivescovo di Reims; Abate commendatario di Cluny, Gorze, Saint-Urbain-Maconcourt e di Saint-Pierre-et-Saint-Paul de Montier-en-Der                                                                                                   | 1524    | 27/07/1547 |
| Reginald Pole                   | Regno d'Inghilterra        | Cardinale diacono di Santa Maria in Cosmedin                                     | Arcivescovo metropolita di Canterbury | 1500    | 22/12/1536 |
| Charles de Bourbone-Vendôme     | Regno di Francia           | Cardinale diacono di San Sisto pro hac vice                                      | Arcivescovo metropolita di Rouen; Abate commendatario di Trinité de Vendôme, Saint-Ouen e di Saint-Pierre de Corbie | 1523    | 09/01/1548 |
| Durante Duranti                 | Repubblica di Venezia      | Cardinale presbitero dei Santi XII Apostoli                                      | Vescovo di Brescia | 1507    | 19/12/1544 |
| Robert de Lénoncourt            | Regno di Francia           | Cardinale presbitero di Sant'Apollinare alle Terme Neroniane-Alessandrine        | Amministratore apostolico di Metz; Abate commendatario di Saint-Paul de Cormery | 1490    | 20/12/1538 |
| Otto Truchsess von Waldburg     | Sacro Romano Impero        | Cardinale presbitero di Santa Sabina                                             | Principe vescovo di Augusta; principe-prevosto di Ellwangen | 1514    | 19/12/1544 |
| Claude de Longwy de Givry       | Franca Contea              | Cardinale presbitero di Sant'Agnese in Agone, titolo pro illa vice               | Vescovo di Langres; Abate commendatario di Fontenay | 1481    | 07/11/1533 |
| Girolamo Doria                  | Repubblica di Genova       | Cardinale diacono di San Tommaso in Parione                                      | Amministratore apostolico di Tarragona | 1495    | 10/01/1529 |
| Odet de Coligny de Châtillon    | Regno di Francia           | Cardinale diacono di Sant'Adriano al Foro                                        | Amministratore apostolico di Beauvais; Abate commendatario di Saint-Lucien de Beauvais, Froidmont, Sorèze, Fleury e di Fontainejean | 1517    | 07/11/1533 |
| Alessandro Farnese il Giovane   | Ducato di Parma e Piacenza | Cardinale diacono di San Lorenzo in Damaso in commendam                          | Vicecancelliere di Santa Romana Chiesa; amministratore apostolico di Monreale, Spoleto e di Benevento; Legato apostolico di Avignone; arciprete della Basilica di San Pietro in Vaticano; abate commendatario di Saint-Étienne de Caen | 1520    | 18/12/1534 |
| Antoine Sanguin de Meudon       | Regno di Francia           | Cardinale presbitero di San Crisogono                                            | Amministratore apostolico di Tolosa; Abate commendatario di Vézelay e di Vaux-de-Cernay | 1493    | 19/12/1539 |
| Jacques d'Annebaut              | Regno di Francia           | Cardinale presbitero di Santa Susanna                                            | Vescovo di Lisieux; Abate commendatario di Mont-Saint-Michel | 1500    | 19/12/1544 |